# 아바이 데올
아바이 데올(영어: Abhay Deol, 1976년 3월 15일 ~ )은 인도의 영화 배우이다.

## 출연 작품
- 《인생은 두 번 오지 않는다》Zindgi Na Milegi Dobara(2011)